# Armonice solide
În fizică și matematică, armonicele solide sunt soluții ale ecuației lui Laplace în coordonate sferice. Există două feluri de armonice solide:
- armonice solide regulate {\displaystyle R_{\ell }^{m}(\mathbf {r} )}, care tind către zero în origine
- armonice solide neregulate, care sunt singulare în origine.

Ambele seturi de funcții joacă un rol esențial în teoria potențialului, obținute prin rescalarea corespunzătoare a armonicelor sferice.
{\displaystyle R_{\ell }^{m}(\mathbf {r} )=r^{\ell }Y_{\ell }^{m}(\theta ,\phi ).}

## Derivări, legătura cu armonicele sferice
Introducând r, θ și φ pentru coordonatele sferice ale unui vector tridimensional r, putem scrie ecuația lui Laplace sub forma următoare:
{\displaystyle \nabla ^{2}\Phi (\mathbf {r} )=\left({\frac {1}{r}}{\frac {\partial ^{2}}{\partial r^{2}}}r-{\frac {L^{2}}{\hbar ^{2}r^{2}}}\right)\Phi (\mathbf {r} )=0,\qquad \mathbf {r} \neq \mathbf {0} ,}
în care L2 este pătratul operatorului momentului unghiular:
{\displaystyle \mathbf {L} =-i\hbar \,(\mathbf {r} \times \mathbf {\nabla } ).}
Se cunoaște că armonicele sferice Yml  sunt funcții proprii ale lui L2:
{\displaystyle L^{2}Y_{\ell }^{m}\equiv \left[L_{x}^{2}+L_{y}^{2}+L_{z}^{2}\right]Y_{\ell }^{m}=\ell (\ell +1)Y_{\ell }^{m}.}
Substituind Φ(r) = F(r) Yml în ecuația lui Laplace, obținem următoarea ecuație radială și soluția ei generală:
{\displaystyle {\frac {1}{r}}{\frac {\partial ^{2}}{\partial r^{2}}}rF(r)={\frac {\ell (\ell +1)}{r^{2}}}F(r)\Longrightarrow F(r)=Ar^{\ell }+Br^{-\ell -1}.}
Soluțiile particulare ale ecuației Laplace sunt armonice solide regulate:
{\displaystyle R_{\ell }^{m}(\mathbf {r} )\equiv {\sqrt {\frac {4\pi }{2\ell +1}}}\;r^{\ell }Y_{\ell }^{m}(\theta ,\varphi ),}
și  armonice solide neregulate:
{\displaystyle I_{\ell }^{m}(\mathbf {r} )\equiv {\sqrt {\frac {4\pi }{2\ell +1}}}\;{\frac {Y_{\ell }^{m}(\theta ,\varphi )}{r^{\ell +1}}}.}
Normalizarea lui Racah (cunoscută și ca seminormalizarea lui Schmidt) se aplică ambelor funcții: 
{\displaystyle \int _{0}^{\pi }\sin \theta \,d\theta \int _{0}^{2\pi }d\varphi \;R_{\ell }^{m}(\mathbf {r} )^{*}\;R_{\ell }^{m}(\mathbf {r} )={\frac {4\pi }{2\ell +1}}r^{2\ell }}
(și analog pentru armonicele solide neregulate). Se preferă această normalizare Racah deoarece în multe aplicații factorul normalizării apare neschimbat în toate derivările.

## Teoremele de sumare
Translația armonicelor solide regulate conduce la o dezvoltare finită:
{\displaystyle R_{\ell }^{m}(\mathbf {r} +\mathbf {a} )=\sum _{\lambda =0}^{\ell }{\binom {2\ell }{2\lambda }}^{1/2}\sum _{\mu =-\lambda }^{\lambda }R_{\lambda }^{\mu }(\mathbf {r} )R_{\ell -\lambda }^{m-\mu }(\mathbf {a} )\;\langle \lambda ,\mu ;\ell -\lambda ,m-\mu |\ell m\rangle ,}
în care coeficientul Clebsch-Gordan este dat de:
{\displaystyle \langle \lambda ,\mu ;\ell -\lambda ,m-\mu |\ell m\rangle ={\binom {\ell +m}{\lambda +\mu }}^{1/2}{\binom {\ell -m}{\lambda -\mu }}^{1/2}{\binom {2\ell }{2\lambda }}^{-1/2}.}
Dezvoltarea similară pentru armonicele solide neregulate conduce la o serie infinită:
{\displaystyle I_{\ell }^{m}(\mathbf {r} +\mathbf {a} )=\sum _{\lambda =0}^{\infty }{\binom {2\ell +2\lambda +1}{2\lambda }}^{1/2}\sum _{\mu =-\lambda }^{\lambda }R_{\lambda }^{\mu }(\mathbf {r} )I_{\ell +\lambda }^{m-\mu }(\mathbf {a} )\;\langle \lambda ,\mu ;\ell +\lambda ,m-\mu |\ell m\rangle }
cu {\displaystyle |r|\leq |a|\,}. Cantitatea dintre paranteze este tot coeficientul Clebsch-Gordan:
{\displaystyle \langle \lambda ,\mu ;\ell +\lambda ,m-\mu |\ell m\rangle =(-1)^{\lambda +\mu }{\binom {\ell +\lambda -m+\mu }{\lambda +\mu }}^{1/2}{\binom {\ell +\lambda +m-\mu }{\lambda -\mu }}^{1/2}{\binom {2\ell +2\lambda +1}{2\lambda }}^{-1/2}.}

## Forma reală
Printr-o simplă combinație liniară de armonice solide de ±m aceste funcții sunt transformate în funcții reale. Armonicele solide regulate reale, exprimate în coordonate carteziene, sunt polinoame omogene de ordinul l în x, y și z. Forma explicită a acestor polinoame are o anumită importanță. De exemplu, ele apar sub forma orbitei atomice sferice și a momentelor multipolare reale. Expresii carteziene explicite vor fi date pentru armonicele regulate reale.

#### Combinații liniare
Scriem în acord cu definiția de mai sus: 
{\displaystyle R_{\ell }^{m}(r,\theta ,\varphi )=(-1)^{(m+|m|)/2}\;r^{\ell }\;\Theta _{\ell }^{|m|}(\cos \theta )e^{im\varphi },\qquad -\ell \leq m\leq \ell ,}
cu
{\displaystyle \Theta _{\ell }^{m}(\cos \theta )\equiv \left[{\frac {(\ell -m)!}{(\ell +m)!}}\right]^{1/2}\,\sin ^{m}\theta \,{\frac {d^{m}P_{\ell }(\cos \theta )}{d\cos ^{m}\theta }},\qquad m\geq 0,}
în care {\displaystyle P_{\ell }(\cos \theta )} este un polinom Legendre de ordin l. Faza dependentă m este cunoscută drept faza Condon–Shortley
Următoarea expresie definește armonicele solide regulate reale:
{\displaystyle {\begin{pmatrix}C_{\ell }^{m}\\S_{\ell }^{m}\end{pmatrix}}\equiv {\sqrt {2}}\;r^{\ell }\;\Theta _{\ell }^{m}{\begin{pmatrix}\cos m\varphi \\\sin m\varphi \end{pmatrix}}={\frac {1}{\sqrt {2}}}{\begin{pmatrix}(-1)^{m}&\quad 1\\-(-1)^{m}i&\quad i\end{pmatrix}}{\begin{pmatrix}R_{\ell }^{m}\\R_{\ell }^{-m}\end{pmatrix}},\qquad m>0.}
iar pentru m = 0:
{\displaystyle C_{\ell }^{0}\equiv R_{\ell }^{0}.}
Deoarece transformarea se face prin intermediul matricii unitate, normalizarea armonicelor solide reale sau complexe este aceeași.

#### Partez-dependentă
Dacă scriem u = cos θ, derivata m a polinoamelor Legendre poate fi scrisă prin următoare dezvoltare în u:
{\displaystyle {\frac {d^{m}P_{\ell }(u)}{du^{m}}}=\sum _{k=0}^{\left\lfloor (\ell -m)/2\right\rfloor }\gamma _{\ell k}^{(m)}\;u^{\ell -2k-m}}
cu
{\displaystyle \gamma _{\ell k}^{(m)}=(-1)^{k}2^{-\ell }{\binom {\ell }{k}}{\binom {2\ell -2k}{\ell }}{\frac {(\ell -2k)!}{(\ell -2k-m)!}}.}
Deoarece z = r cosθ urmează că, acestă derivată înmulțită cu o putere corespunzătoare a lui r, este un simplu polinom în z:
{\displaystyle \Pi _{\ell }^{m}(z)\equiv r^{\ell -m}{\frac {d^{m}P_{\ell }(u)}{du^{m}}}=\sum _{k=0}^{\left\lfloor (\ell -m)/2\right\rfloor }\gamma _{\ell k}^{(m)}\;r^{2k}\;z^{\ell -2k-m}.}

#### Parte (x,y)-dependentă
Scriind x = r sinθcosφ și y = r sinθsinφ:
{\displaystyle r^{m}\sin ^{m}\theta \cos m\varphi ={\frac {1}{2}}\left[(r\sin \theta e^{i\varphi })^{m}+(r\sin \theta e^{-i\varphi })^{m}\right]={\frac {1}{2}}\left[(x+iy)^{m}+(x-iy)^{m}\right]}
De asemenea:
{\displaystyle r^{m}\sin ^{m}\theta \sin m\varphi ={\frac {1}{2i}}\left[(r\sin \theta e^{i\varphi })^{m}-(r\sin \theta e^{-i\varphi })^{m}\right]={\frac {1}{2i}}\left[(x+iy)^{m}-(x-iy)^{m}\right].}
Mai mult:
{\displaystyle A_{m}(x,y)\equiv {\frac {1}{2}}\left[(x+iy)^{m}+(x-iy)^{m}\right]=\sum _{p=0}^{m}{\binom {m}{p}}x^{p}y^{m-p}\cos(m-p){\frac {\pi }{2}}}
și
{\displaystyle B_{m}(x,y)\equiv {\frac {1}{2i}}\left[(x+iy)^{m}-(x-iy)^{m}\right]=\sum _{p=0}^{m}{\binom {m}{p}}x^{p}y^{m-p}\sin(m-p){\frac {\pi }{2}}.}

#### În total
{\displaystyle C_{\ell }^{m}(x,y,z)=\left[{\frac {(2-\delta _{m0})(\ell -m)!}{(\ell +m)!}}\right]^{1/2}\Pi _{\ell }^{m}(z)\;A_{m}(x,y),\qquad m=0,1,\ldots ,\ell }
{\displaystyle S_{\ell }^{m}(x,y,z)=\left[{\frac {2(\ell -m)!}{(\ell +m)!}}\right]^{1/2}\Pi _{\ell }^{m}(z)\;B_{m}(x,y),\qquad m=1,2,\ldots ,\ell .}

#### Lista celor mai scăzute funcții
Sunt listate cele mai scăzute funcții până la l = 5 inclusiv.
Aici {\displaystyle {\bar {\Pi }}_{\ell }^{m}(z)\equiv \left[{\tfrac {(2-\delta _{m0})(\ell -m)!}{(\ell +m)!}}\right]^{1/2}\Pi _{\ell }^{m}(z).}
{\displaystyle {\begin{aligned}{\bar {\Pi }}_{0}^{0}&=1&{\bar {\Pi }}_{3}^{1}&={\frac {1}{4}}{\sqrt {6}}(5z^{2}-r^{2})&{\bar {\Pi }}_{4}^{4}&={\frac {1}{8}}{\sqrt {35}}\\{\bar {\Pi }}_{1}^{0}&=z&{\bar {\Pi }}_{3}^{2}&={\frac {1}{2}}{\sqrt {15}}\;z&{\bar {\Pi }}_{5}^{0}&={\frac {1}{8}}z(63z^{4}-70z^{2}r^{2}+15r^{4})\\{\bar {\Pi }}_{1}^{1}&=1&{\bar {\Pi }}_{3}^{3}&={\frac {1}{4}}{\sqrt {10}}&{\bar {\Pi }}_{5}^{1}&={\frac {1}{8}}{\sqrt {15}}(21z^{4}-14z^{2}r^{2}+r^{4})\\{\bar {\Pi }}_{2}^{0}&={\frac {1}{2}}(3z^{2}-r^{2})&{\bar {\Pi }}_{4}^{0}&={\frac {1}{8}}(35z^{4}-30r^{2}z^{2}+3r^{4})&{\bar {\Pi }}_{5}^{2}&={\frac {1}{4}}{\sqrt {105}}(3z^{2}-r^{2})z\\{\bar {\Pi }}_{2}^{1}&={\sqrt {3}}z&{\bar {\Pi }}_{4}^{1}&={\frac {\sqrt {10}}{4}}z(7z^{2}-3r^{2})&{\bar {\Pi }}_{5}^{3}&={\frac {1}{16}}{\sqrt {70}}(9z^{2}-r^{2})\\{\bar {\Pi }}_{2}^{2}&={\frac {1}{2}}{\sqrt {3}}&{\bar {\Pi }}_{4}^{2}&={\frac {1}{4}}{\sqrt {5}}(7z^{2}-r^{2})&{\bar {\Pi }}_{5}^{4}&={\frac {3}{8}}{\sqrt {35}}z\\{\bar {\Pi }}_{3}^{0}&={\frac {1}{2}}z(5z^{2}-3r^{2})&{\bar {\Pi }}_{4}^{3}&={\frac {1}{4}}{\sqrt {70}}\;z&{\bar {\Pi }}_{5}^{5}&={\frac {3}{16}}{\sqrt {14}}\\\end{aligned}}}
Cele mai scăzute funcții {\displaystyle A_{m}(x,y)\,} și {\displaystyle B_{m}(x,y)\,} sunt:
| m | Am                                           | Bm                                           |
| - | -------------------------------------------- | -------------------------------------------- |
| 0 | {\displaystyle 1\,}                          | {\displaystyle 0\,}                          |
| 1 | {\displaystyle x\,}                          | {\displaystyle y\,}                          |
| 2 | {\displaystyle x^{2}-y^{2}\,}                | {\displaystyle 2xy\,}                        |
| 3 | {\displaystyle x^{3}-3xy^{2}\,}              | {\displaystyle 3x^{2}y-y^{3}\,}              |
| 4 | {\displaystyle x^{4}-6x^{2}y^{2}+y^{4}\,}    | {\displaystyle 4x^{3}y-4xy^{3}\,}            |
| 5 | {\displaystyle x^{5}-10x^{3}y^{2}+5xy^{4}\,} | {\displaystyle 5x^{4}y-10x^{2}y^{3}+y^{5}\,} |

#### Exemple
De exemplu, partea unghiulară a celei de a noua sferică normalizată g a orbitei atomice este:
{\displaystyle C_{4}^{2}(x,y,z)={\sqrt {\frac {9}{4\pi }}}{\sqrt {\frac {5}{16}}}(7z^{2}-r^{2})(x^{2}-y^{2}).}
Una din cele 7 componente ale multipolului real de ordinul 3(octupol) ale unui sistem de N sarcini qi este:
{\displaystyle S_{3}^{1}(x,y,z)={\frac {1}{4}}{\sqrt {6}}\sum _{i=1}^{N}q_{i}(5z_{i}^{2}-r_{i}^{2})y_{i}.}

## Armonicele sferice sub forma carteziană
Următoarele formule exprimă armonicele sferice normalizate în coordonate carteziene (faza Condon-Shortley):
{\displaystyle r^{\ell }\,{\begin{pmatrix}Y_{\ell }^{m}\\Y_{\ell }^{-m}\end{pmatrix}}=\left[{\frac {2\ell +1}{4\pi }}\right]^{1/2}{\bar {\Pi }}_{\ell }^{m}(z){\begin{pmatrix}(-1)^{m}(A_{m}+iB_{m})/{\sqrt {2}}\\\qquad (A_{m}-iB_{m})/{\sqrt {2}}\\\end{pmatrix}},\qquad m>0.}
iar pentru m = 0:
{\displaystyle r^{\ell }\,Y_{\ell }^{0}\equiv {\sqrt {\frac {2\ell +1}{4\pi }}}{\bar {\Pi }}_{\ell }^{0}.}
Aici
{\displaystyle A_{m}(x,y)=\sum _{p=0}^{m}{\binom {m}{p}}x^{p}y^{m-p}\cos((m-p){\frac {\pi }{2}}),}
{\displaystyle B_{m}(x,y)=\sum _{p=0}^{m}{\binom {m}{p}}x^{p}y^{m-p}\sin((m-p){\frac {\pi }{2}}),}
iar pentru  m > 0:
{\displaystyle {\bar {\Pi }}_{\ell }^{m}(z)=\left[{\frac {(\ell -m)!}{(\ell +m)!}}\right]^{1/2}\sum _{k=0}^{\left\lfloor (\ell -m)/2\right\rfloor }(-1)^{k}2^{-\ell }{\binom {\ell }{k}}{\binom {2\ell -2k}{\ell }}{\frac {(\ell -2k)!}{(\ell -2k-m)!}}\;r^{2k}\;z^{\ell -2k-m}.}
Pentru m = 0:
{\displaystyle {\bar {\Pi }}_{\ell }^{0}(z)=\sum _{k=0}^{\left\lfloor \ell /2\right\rfloor }(-1)^{k}2^{-\ell }{\binom {\ell }{k}}{\binom {2\ell -2k}{\ell }}\;r^{2k}\;z^{\ell -2k}.}

##### Exemple
Folosind expresiile de mai sus pentru {\displaystyle {\bar {\Pi }}_{m}^{\ell }(z)}, {\displaystyle A_{m}(x,y)\,} și {\displaystyle B_{m}(x,y)\,} obținem: 
{\displaystyle Y_{3}^{1}=-{\frac {1}{r^{3}}}\left[{\tfrac {7}{4\pi }}\cdot {\tfrac {3}{16}}\right]^{1/2}(5z^{2}-r^{2})(x+iy)=-\left[{\tfrac {7}{4\pi }}\cdot {\tfrac {3}{16}}\right]^{1/2}(5\cos ^{2}\theta -1)(\sin \theta e^{i\varphi })}
{\displaystyle Y_{4}^{-2}={\frac {1}{r^{4}}}\left[{\tfrac {9}{4\pi }}\cdot {\tfrac {5}{32}}\right]^{1/2}(7z^{2}-r^{2})(x-iy)^{2}=\left[{\tfrac {9}{4\pi }}\cdot {\tfrac {5}{32}}\right]^{1/2}(7\cos ^{2}\theta -1)(\sin ^{2}\theta e^{-2i\varphi })}
Se poate verifica că aceste corespund cu funcțiile listate în tabelul armonicelor sferice.